# Paul Grayson
Paul James Grayson (Lancashire, 30 de mayo de 1971) es un exjugador británico de rugby que se desempeñaba como apertura.

## Carrera
Grayson desarrolló toda su carrera en los Northampton Saints debutando en primera con 20 años en 1991, siendo contratado al plantel profesional en 1997 y retirándose en 2005.

## Selección nacional
Fue seleccionado al XV de la Rosa por primera vez en 1995. Con la consolidación de Jonny Wilkinson como apertura en 1998, quedó relegado a ser su reemplazo en partidos menos importantes. Jugó regularmente en el seleccionado hasta su retiro internacional en 2004, en total disputó 32 partidos y marcó 400 puntos.

### Participaciones en Copas del Mundo
Disputó dos Copas del Mundo: Gales 1999 donde Inglaterra alcanzó cuartos de final y Australia 2003; fue victoria y consagración como campeones del Mundo.
| Mundial                       | Sede      | Resultado        | PJ | Pts |
| ----------------------------- | --------- | ---------------- | -- | --- |
| Copa Mundial de Rugby de 1999 | Gales     | Cuartos de final | 2  | 54  |
| Copa Mundial de Rugby de 2003 | Australia | Campeón          | 2  | 30  |

## British and Irish Lions
Fue convocado a los Lions para la gira a Sudáfrica 1997.

## Palmarés
- Campeón del Torneo de las Seis Naciones de 2003 con Grand Slam.
- Campeón de la Copa de Campeones de 1999/00.[2]